# Alain de Lamballe
Alain de Lamballe (mort en 1319 ?) est un ecclésiastique breton qui fut évêque de Saint-Brieuc de 1313 à 1319.

## Biographie
Après la mort de l'évêque de Saint-Brieuc Geoffroy (II) le 5 mai 1312, le roi Philippe le Bel désireux d'intervenir dans le duché de Bretagne de Jean III « recommande vivement » comme successeur au pape Clément V; Alain de Lamballe, archidiacre de Goëlo, trésorier du chapitre de chanoines de Châlons, qui est surtout président du Parlement de Paris mais n'est toutefois encore que sous-diacre. Le souverain pontife déférant envers les désirs du roi de France promeut le sous-diacre évêque et le nomme au siège épiscopal vacant le 8 janvier 1313. Sa nomination est alors signifiée au duc de Bretagne et au clergé du diocèse Sous son épiscopat intervient la fondation du couvent des Augustins à Lamballe (7 juillet 1317). Il est encore cité dans un acte du 15 mars 1318. Il meurt sans doute en 1319 et il est remplacé par Jean d'Avaugour dès février 1320.

## Source
- (la) Jean-Barthélemy Hauréau, Gallia Christiana, vol. XIV Provincia Turonensi, Paris, Firmin-Didot, 1856, p. 1093-1094 Ecclesia Briocensis, Episcopi Briocenses XXI Alanus I